# Срце вечности
Срце вечности (енгл. The Heart of Eternity) је дијамант тежине 5,528 грама (27,64 карата) боје која је, на Геолошком институту Америке, означена као „Фантастично модро-плава“. Пронађен је у Дијамантском руднику у Јужној Африци а сечен у Стеинмец групи, која је била власник дијаманта, пре продаје Де Берз организацији.
Срце вечности припада групи изузетно ретких обојених дијаманата. Пронађен је у Дијамантском руднику (Premier Mine) у Јужној Африци, јануара 2000. године. Плави дијаманти представљају мање од 0,1% производње тог рудника, који важи за једини рудник у свету у којем се ископава камење плаве боје. Од десет обојених дијаманата који су постигли највишу цену, шест је било плаве боје, са вредношћу од 550.000 до 580.000$ по карату (1mg кошта између 2750 и 2900$).
Оригинална тежина Срца вечности била је 155 г, 777 карата. Резање сировог дијаманта било је планирано четири до пет месеци и одлучено да се камен пресеч на три дела. Један, већи, део добио је назив Миленијумска звезда, а остатак камена задржао је име Срце вечности.
Срце вечности је 2000. постао део Де Барес Миленијумске јувелирске колекције, која је поседовала и Миленијумску звезду. Срце вечноси са осталих десет плавих дијаманата представљао је колекцију тешку 23,6 грама, односно 118 Карата. Обогаћена колекција је 2000. представљена јавности у Лондонској Миленијумској дворани. Том приликом је 7 новембра дошло до покушаја крађе целе колекције. .
Приликом изложбе у Смитсонијану било је забележено да је дијамант изложби позајмио непознати колекционар што наводи на закључак да је дијамант продат непознатом купцу за време изложбе у Лондону.